# Rhododendron spondylophyllum
Rhododendron spondylophyllum är en ljungväxtart som beskrevs av Ferdinand von Mueller. Rhododendron spondylophyllum ingår i släktet rododendron, och familjen ljungväxter. Inga underarter finns listade i Catalogue of Life.